# Death and the King’s Horseman
Death and the King’s Horseman – sztuka teatralna autorstwa Wole Soyinka. Utwór powstał w 1975 roku. Został oparty na autentycznych wydarzeniach mających miejsce za czasów kolonii brytyjskiej w Nigerii. Wole Soyinka napisał go po śmierci swojego ojca Ayodele i jemu go dedykował. 
Historia opowiedziana w dramacie Death and the King’s Horseman dotyczy przypadku koniuszego jednego z miejscowych wodzów plemiennych (Elesin), który zgodnie z tradycją miał popełnić samobójstwo po śmierci władcy. Na skutek interwencji brytyjskiego namiestnika do samobójstwa jednak nie dochodzi. Przybyły na uroczystość z Europy syn koniuszego (Olunde) przejmuje rolę ojca i w obronie honoru rodziny sam popełnia rytualne samobójstwo. W konsekwencji popełnionych czynów Elesin również popełnia samobójstwo, skazując swoją duszę na wieczne potępienie w tym i w następnym świecie. 
Sztuka obrazuje konflikt powstały na styku tradycji rdzennej ludności Nigerii i narzuconych siłą praw kolonizatorów oraz konsekwencji, do jakich one prowadzą.